# Jean-François Gosselin
Pour les articles homonymes, voir Gosselin.
Jean-François Gosselin, né le 17 avril 1975 à Québec, est un homme d'affaires et homme politique québécois.

## Biographie

### Politique provinciale
Ancien député de la circonscription de Jean-Lesage à l'Assemblée nationale du Québec. Il a été élu sous la bannière de l'Action démocratique du Québec lors de l'élection générale québécoise de 2007 et est devenu porte-parole de l'opposition officielle en matière de tourisme le 19 avril 2007 et membre de la Commission de l'économie et du travail le 23 mai 2007. Il milite pour l'Action Démocratique du Québec depuis 2002. Il a également été Directeur du développement et partenariats stratégiques de Harfan technologies (2005-2007). 
Il arrive troisième à l'élection générale québécoise de 2008, concédant la victoire au libéral André Drolet.
Il a été candidat libéral lors des élections de 2012 dans La Peltrie et est arrivé deuxième derrière le député sortant Éric Caire.
Il devint conseiller dans le cabinet du président du Conseil du trésor, Martin Coiteux, en mai 2014.

### Politique municipale
En mai 2017, à l'approche des élections municipales de 2017 à Québec, il devient chef du parti politique Québec 21. Même s'il termine deuxième dans la course à la mairie, avec 27% des voix, sa colistière est élue (après recomptage) dans le district Sainte-Thérèse-de-Lisieux (dans le secteur Beauport), lui permettant de siéger au conseil municipal, assumant le rôle de chef de l'opposition.
Il démissionne de son poste de chef du parti le soir du 7 novembre 2021, après le dévoilement des résultats des élections municipales de 2021. Il reste conseiller municipal du district de Sainte-Thérèse-de-Lisieux. Le 15 septembre 2022, lui et Bianca Dussault quittent Québec 21 après avoir des mésententes avec le chef de Québec 21 Eric Ralph Mercier pour devenir indépendant.
Le 31 août 2023, il se joint officiellement avec l'autre conseillère indépendante, Bianca Dussault, au parti Québec forte et fière du maire Bruno Marchand. Il se joint officiellement au Conseil exécutif de la Ville de Québec.
En mars 2025, il annonce son retrait de la politique municipale.

### Vie privée
Il est père de 5 enfants (deux filles et trois garçons).

## Résultats électoraux
| Candidat | Candidat                       | Parti                     | Voix   | %     |
| -------- | ------------------------------ | ------------------------- | ------ | ----- |
|          | Jean-François Gosselin         | Québec 21                 | 4 991  | 46,05 |
|          | Marie France Trudel (Sortante) | Équipe Labeaume           | 4 922  | 45,41 |
|          | Maude Grenier                  | Démocratie Québec         | 719    | 6,63  |
|          | Quentin Toffano-Floury         | Option Capitale-Nationale | 84     | 0,78  |
|          | Patrice Fortin                 | Alliance citoyenne        | 65     | 0,60  |
|          | Fernand Dumont                 | Indépendant               | 57     | 0,53  |
| Total    | Total                          | Total                     | 10 838 | 100   |

| Candidat | Candidat               | Parti           | Voix  |
| -------- | ---------------------- | --------------- | ----- |
|          | Jean-François Gosselin | Québec 21       | 4 951 |
|          | Marie France Trudel    | Équipe Labeaume | 4 891 |

| Parti                             | Parti                             | Candidats                         | Voix    | %     |
| --------------------------------- | --------------------------------- | --------------------------------- | ------- | ----- |
|                                   | Équipe Labeaume                   | Régis Labeaume                    | 113 760 | 55,27 |
|                                   | Québec 21                         | Jean-François Gosselin            | 56 875  | 27,63 |
|                                   | Démocratie Québec                 | Anne Guérette                     | 30 139  | 14,64 |
|                                   | Option Capitale-Nationale         | Nicolas Lavigne-Lefebvre          | 2 927   | 1,42  |
|                                   | Alliance citoyenne de Québec      | Daniel Brisson                    | 1 253   | 0,61  |
|                                   | Indépendant                       | Claude Gagnon                     | 874     | 0,42  |
|                                   |                                   |                                   |         |       |
| Votes valides                     | Votes valides                     | Votes valides                     | 205 828 | 98,62 |
| Bulletins rejetés                 | Bulletins rejetés                 | Bulletins rejetés                 | 2 890   | 1,38  |
| Total                             | Total                             | Total                             | 208 718 | 100   |
| Abstention                        | Abstention                        | Abstention                        | 201 427 | 49,11 |
| Nombre d'inscrits / participation | Nombre d'inscrits / participation | Nombre d'inscrits / participation | 410 145 | 50,89 |

|                                                                                             | Nom                    | Parti              | Nombre de voix | %      | Maj.   |
| ------------------------------------------------------------------------------------------- | ---------------------- | ------------------ | -------------- | ------ | ------ |
|                                                                                             | Éric Caire (sortant)   | Coalition avenir   | 21 871         | 51,9 % | 10 124 |
|                                                                                             | Jean-François Gosselin | Libéral            | 11 747         | 27,9 % | -      |
|                                                                                             | Jean-Luc Jolivet       | Parti québécois    | 6 069          | 14,4 % | -      |
|                                                                                             | Brigitte Hannequin     | Québec solidaire   | 1 069          | 2,5 %  | -      |
|                                                                                             | Alexandre Desmeules    | Option nationale   | 690            | 1,6 %  | -      |
|                                                                                             | Anthony Leclerc        | Indépendant        | 552            | 1,3 %  | -      |
|                                                                                             | Charlotte Cyr          | Équipe autonomiste | 162            | 0,4 %  | -      |
| Total                                                                                       | Total                  | Total              | 42 160         | 100 %  |        |
| Le taux de participation lors de l'élection était de 79 % et 495 bulletins ont été rejetés. |                        |                    |                |        |        |

|                                                                                               | Nom                              | Parti               | Nombre de voix | %      | Maj.  |
| --------------------------------------------------------------------------------------------- | -------------------------------- | ------------------- | -------------- | ------ | ----- |
|                                                                                               | André Drolet                     | Libéral             | 11 674         | 41,7 % | 4 203 |
|                                                                                               | Hélène Guillemette               | Parti québécois     | 7 471          | 26,7 % | -     |
|                                                                                               | Jean-François Gosselin (sortant) | Action démocratique | 7 307          | 26,1 % | -     |
|                                                                                               | Jean-Yves Desgagnés              | Québec solidaire    | 1 238          | 4,4 %  | -     |
|                                                                                               | José Breton                      | Indépendant         | 316            | 1,1 %  | -     |
| Total                                                                                         | Total                            | Total               | 28 006         | 100 %  |       |
| Le taux de participation lors de l'élection était de 58,6 % et 453 bulletins ont été rejetés. |                                  |                     |                |        |       |

|                                                                                               | Nom                      | Parti                 | Nombre de voix | %      | Maj.  |
| --------------------------------------------------------------------------------------------- | ------------------------ | --------------------- | -------------- | ------ | ----- |
|                                                                                               | Jean-François Gosselin   | Action démocratique   | 13 865         | 39,9 % | 3 680 |
|                                                                                               | Michel Després (sortant) | Libéral               | 10 185         | 29,3 % | -     |
|                                                                                               | Christian Simard         | Parti québécois       | 7 990          | 23 %   | -     |
|                                                                                               | Jean-Yves Desgagnés      | Québec solidaire      | 1 236          | 3,6 %  | -     |
|                                                                                               | Lucien Rodrigue          | Vert                  | 1 159          | 3,3 %  | -     |
|                                                                                               | José Breton              | Indépendant           | 131            | 0,4 %  | -     |
|                                                                                               | Danielle Benny           | Démocratie chrétienne | 116            | 0,3 %  | -     |
|                                                                                               | Jean Bédard              | Marxiste-léniniste    | 100            | 0,3 %  | -     |
| Total                                                                                         | Total                    | Total                 | 34 782         | 100 %  |       |
| Le taux de participation lors de l'élection était de 72,6 % et 321 bulletins ont été rejetés. |                          |                       |                |        |       |

## Formation académique
- Diplôme d'études collégiales en techniques administratives, option marketing, cégep de Joliette, Québec (1995)
- Baccalauréat, Business Administration, Marketing, Rensselaer Polytechnic Institute, Troy, New York (1997)
- MBA (Master of Business Administration), MIS, Rensselaer Polytechnic Institute, Troy, New York (1999)